# Зуєв Олександр Дмитрович
Олександр Дмитрович Зуєв (рос. Александр Дмитриевич Зуев / каз. Александр Дмитриевич Зуев; нар. 26 червня 1996, Костанай, Казахстан) — російський та казахстанський футболіст,  правий захисник та лівий вінґер сербського клубу ІМТ (Белград) та національної збірної Казахстану.

## Клубна кар'єра

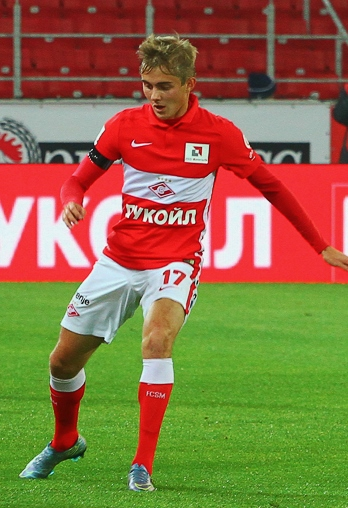
Олександр Зуєв у футболці «Спартака»

Займатися футболом розпочав у секції клубу «Тобол» (Костанай). Першим тренером гравця став Рафік Оганесович Балбабян. 2005 року родина Зуєвих переїхала з Казахстану до Росії, до міста Челябінськ, де Зуєв почав тренуватися у місцевій футбольній школі «Академія». 2008 року яскраво виявив себе на регіональному турнірі Дитячої футбольної ліги, і йому надійшла пропозиція від московської футбольної школи «Чертаново». З 2009 року почав займатися в «Чертаново» під керівництвом Михайла Буренкова.
У вересні 2011 року у складі збірної Москви, сформованої на базі команди «Чертаново», вперше став переможцем Першості Росії серед міжрегіональних об'єднань, що проводився в Кримську, та отримав звання «Кандидат у майстри спорту РФ» з футболу. Визнаний організаторами найкращим півзахисником Першості. У фіналі збірна Москви перемогла збірну Приволжя з рахунком 3:2.
У травні 2012 року став із «Чертаново» чемпіоном Росії з футболу серед команд спортивних шкіл та клубів (гравці 1996 року народження). Визнаний найкращим гравцем чемпіонату.
У листопаді 2012 року у складі збірної Москви, за яку виступали вихованці столичних шкіл «Чертаново» та «Локомотив-2», став переможцем Першості Росії серед міжрегіональних об'єднань, що проводився у Кримську. Став найкращим бомбардиром змагань.
У квітні 2013 року у складі команди «Чертаново» став переможцем престижного футбольного турніру «Монтегю» для клубних команд.
На початку вересня 2013 року підписав контракт із московським «Спартаком», а 16 вересня заявлений за клуб для участі у чемпіонаті Росії. 19 жовтня 2014 року в матчі проти «Уралу» Зуєв дебютував у РФПЛ, замінивши у другому таймі Ромуло.
Сезон 2014/15 років провів у складі «Спартака-2», який виступав у ПФЛ (другий дивізіон), де займав «рідну» позицію на лівому краю півзахисту. Всього зіграв 25 матчів (24 у стартовому складі), у яких відзначився 4-ма голами. Разом із командою став переможцем першості. Протягом сезону залучався головним тренером Муратом Якіном до тренувань та матчів за основний склад «Спартака». У прем'єр-лізі у вище вказаному сезоні потрапив у заявку «Спартака» на 7 матчів, у 2-х з яких вийшов на заміну, але не відзначившся жодними результативними діями. Також провів 1 матч у розіграші Кубку Росії, де з'явився у стартовому складі та «записав на свій рахунок» гольову передачу.
Сезон 2015/16 років також розпочав у складі «Спартака-2», який виступав уже у ФНЛ, де провів 22 матчі (18 у стартовому складі) та відзначився 6-ма голами й 4-ма гольовими передачами. У домашньому матчі із саратовським «Соколом» 24 березня оформив хет-трик за 24 хвилини. В осінній частині сезону також нерідко залучався до матчів першої команди «Спартака» (9 разів у заявці, у 7 матчах виходив на поле, 2 – у стартовому складі). З січня 2016 року залучався Дмитром Аленічевим до тренувань із основою «Спартака» та потрапляв у заявку команди на всі матчі весняної частини чемпіонату. У цих матчах 9 разів з'являвся на полі (один раз у стартовому складі) та відзначився двома гольовими передачами. Таким чином, зиму та весну 2016 року провів, виступаючи за дві команди у структурі «Спартака». З цієї причини у весняній частині ФНЛ за «Спартак-2» брав участь лише у домашніх матчах, проводив на полі не більше 45 хвилин.
23 червня 2017 року перейшов в оренду до «Ростова». Першим голом у прем'єр-лізі та за ростовчан відзначився 30 липня у виїзному матчі проти «Амкара», завдяки чому приніс перемогу команді з рахунком 1:0. 27 травня 2018 року остаточно перейшов до «Ростова». 2 вересня 2019 року відданий у річну оренду «Рубіну», а 10 серпня 2020 року підписав із клубом постійний контракт. Влітку 2022 року залишив «Рубін» за взаємною згодою сторін.
14 липня 2022 року підписав 2-річний контракт з «Хімками». До початку зимової перерви встиг зіграти 14 матчів за підмосковний клуб. 21 лютого 2023 року повернувся до самарських «Крила Рад», з якимим підписав контракт до завершення сезону 2022/23 років. Провів 10 поєдинків за самарський колектив. Наприкінці вище вказаного сезону залишив розташування «Крил».
14 вересня 2023 року (в останній день трансферного вікна) підписав контракт із новачком сербської Суперліги ІМТ (Белград).

## Кар'єра в збірній
У юнацькій збірній Росії 1996 року народження дебютував 23 квітня 2011 року у першому турі XIII Меморіалу Франка Галліні в Італії. Збірна Росії поступилася місцевому клубу Портогруаро (0:1). У 2012 році брав участь у міжнародному турнірі «Монтегю», де зіграв чотири матчі та відзначився одним голом. У тому ж році брав участь у Меморіалі імені Віктора Баннікова, де також у чотирьох матчах відзначився одним голом. На Меморіалі збірна посіла друге місце, у фіналі в серії пенальті поступилась збірній України. У фінальному матчі Зуєв вийшов на 41-й хвилині замість Єгора Рудковського. 25 вересня 2012 року дебютував в офіційних матчах УЄФА у відбірному турнірі до юнацького чемпіонату Європи 2013 у грі з однолітками з Чехії, які завершилися розгромом російської збірної з рахунком 0:3. На чемпіонаті Європи 2013 у фіналі відіграв 49 хвилин, після чого його замінив Олексій Гасилін, а команда стала чемпіоном Європи у віковій категорії U-17. Зуєв, як і його партнери зі збірної, отримав за цю перемогу звання «Майстер спорту Російської Федерації».
Срібний призер юнацького чемпіонату Європи (U-19) 2015 року у складі збірної Росії. З 5 матчів фінального раунду взяв участь у 4 (1 — у стартовому складі), результативними діями не відзначився. Усього за юнацьку збірну Росії (U-19) провів 10 поєдинків, у яких відзначився однмим голом.
У молодіжній збірній Росії дебютував 24 березня 2016 року у кваліфікації молодіжного чемпіонату Європи 2017 року проти Азербайджану, в якому вийшов на заміну на 77-й хвилині.
У червні 2023 року отримав казахське громадянство, по праву народження, й виклик до національної збірної Казахстану. Але через травму одразу ж не міг приєднатися до команди.

## Стиль гри
Має високу швидкість. Вміє обігравати один в один, дриблер.

## Статистика виступів

### Клубна
Станом на 21 травня 2022
| Клуб                 | Сезон             | Ліга              | Ліга  | Ліга | Кубок | Кубок | Конт. турніри | Конт. турніри | Загалом | Загалом |
| Клуб                 | Сезон             | Дивізіон          | Матчі | Голи | Матчі | Голи  | Матчі         | Голи          | Матчі   | Голи    |
| -------------------- | ----------------- | ----------------- | ----- | ---- | ----- | ----- | ------------- | ------------- | ------- | ------- |
| «Спартак-2» (Москва) | 2013–14           | ПФЛ               | 8     | 2    | –     | –     | –             | –             | 8       | 2       |
| «Спартак-2» (Москва) | 2014–15           | ПФЛ               | 25    | 4    | –     | –     | –             | –             | 25      | 4       |
| «Спартак-2» (Москва) | 2015–16           | ФНЛ               | 22    | 6    | –     | –     | –             | –             | 22      | 6       |
| «Спартак-2» (Москва) | 2016–17           | ФНЛ               | 4     | 0    | –     | –     | –             | –             | 4       | 0       |
| «Спартак-2» (Москва) | Загалом           | Загалом           | 59    | 12   | 0     | 0     | 0             | 0             | 59      | 12      |
| «Спартак» (Москва)   | 2014–15           | РПЛ               | 2     | 0    | 0     | 0     | –             | –             | 2       | 0       |
| «Спартак» (Москва)   | 2015–16           | РПЛ               | 14    | 0    | 2     | 0     | –             | –             | 16      | 0       |
| «Спартак» (Москва)   | 2016–17           | РПЛ               | 6     | 0    | 1     | 0     | 1             | 0             | 8       | 0       |
| «Спартак» (Москва)   | Загалом           | Загалом           | 22    | 0    | 3     | 0     | 1             | 0             | 26      | 0       |
| «Крила Рад» (Самара) | 2016–17           | РПЛ               | 11    | 0    | –     | –     | –             | –             | 11      | 0       |
| «Ростов»             | 2017–18           | РПЛ               | 25    | 1    | 2     | 1     | –             | –             | 27      | 2       |
| «Ростов»             | 2018–19           | РПЛ               | 22    | 1    | 4     | 0     | –             | –             | 26      | 1       |
| «Ростов»             | 2019–20           | РПЛ               | 7     | 1    | –     | –     | –             | –             | 7       | 1       |
| «Ростов»             | Загалом           | Загалом           | 54    | 3    | 6     | 1     | 0             | 0             | 60      | 4       |
| «Рубін» (Казань)     | 2019–20           | РПЛ               | 17    | 0    | 1     | 0     | –             | –             | 18      | 0       |
| «Рубін» (Казань)     | 2020–21           | РПЛ               | 23    | 0    | 2     | 0     | –             | –             | 25      | 0       |
| «Рубін» (Казань)     | 2021–22           | РПЛ               | 17    | 0    | 2     | 0     | 1             | 0             | 20      | 0       |
| «Рубін» (Казань)     | Загалом           | Загалом           | 57    | 0    | 5     | 0     | 1             | 0             | 63      | 0       |
| «Хімки»              | 2022–23           | РПЛ               | 14    | 0    | 2     | 0     | –             | –             | 16      | 0       |
| Усього за кар'єру    | Усього за кар'єру | Усього за кар'єру | 217   | 15   | 16    | 1     | 2             | 0             | 235     | 16      |

1. ↑  Матчі в Лізі Європи УЄФА
2. ↑  Матчі в Лізі конференцій УЄФА

## Досягнення
«Спартак» (Москва)
- Прем'єр-ліга Росії
  -  Чемпіон (1): 2016/17

«Спартак-2» (Москва)
- Першість ПФЛ (зона «Захід»)
  -  Чемпіон (1): 2014/15

юнацька збірна Росії (U-17)
- Юнацький чемпіонат Європи (U-17)
  -  Чемпіон (1): 2013